# Otitis externa
Otitis externa is een ontsteking van de huid van de gehoorgang. Met otitis media is het een van de twee meest voorkomende condities die gewoonlijk oorzaak zijn voor oorpijn.
Ontsteking van het epitheel van het oorkanaal vormt de essentie van de aandoening. Hierdoor kan een afscheiding van ontstekingsvloeistof ontstaan, men spreekt dan van een loopoor. (Echter in de meeste gevallen van een loopoor is er sprake van een middenoorontsteking waarbij het trommelvlies is geperforeerd.)
Oorzaak is vrijwel altijd het regelmatig nat worden van de gehoorgang door douchen of zwemmen. Samen met de aanwezige oorsmeer en/of huidschilfers ontstaat dan een ideale voedingsbodem voor bacteriën. De remedie is simpel: de oren zien droog te houden. Onder normale omstandigheden groeit de huid van de gehoorgang langzaam naar buiten en op deze "lopende band" worden oorsmeer en huidschilfers naar de buitenwereld getransporteerd. Dit mechanisme wordt verstoord door water in het oor te laten lopen en/of door de oren met wattenstaafjes of andere hulpmiddelen schoon te maken. Men duwt dan vaak de inhoud van de gehoorgang naar binnen, hetgeen een averechts effect oplevert. Daarnaast kan het in de oren peuteren met daarvoor niet bedoelde materialen, zoals een lucifer of een pen, de huid van de gehoorgang beschadigen, wat ook een ontsteking van de gehoorgang kan veroorzaken.
In de volksmond heet deze aandoening "zwemmersoor".